# Jóvio (século VI)
Jóvio (em latim: Iovius) foi um nobre bizantino de meados do século VI, ativo na África durante o reinado do imperador Justiniano (r. 527–565). Segundo uma inscrição de 553 (165 = AE 1953, 125) descoberta próximo de Hipona, ele faleceu com 51 anos e seis meses em 10 de novembro. Nela consta que ele foi homem claríssimo.